# سد صلح
سد صلح (به لاتین: Peace Dam) یک سد در کره جنوبی است که در شهرستان هواچون واقع شده‌است.